# Centrum ELIS
Centrum ELIS to ośrodek edukacyjno-wychowawczy dla chłopców, który jednoczy wiele inicjatyw zawodowych i sportowych. Znajduje się w Rzymie, w dzielnicy Tiburtino-Collatino. Został otwarty 21 listopada 1965 przez Papieża Pawła VI. Opiekę duchową nad ośrodkiem sprawuje prałatura Opus Dei.

## Nazwa
Nazwa ELIS pochodzi od włoskich słów Educazione, Lavoro, Istruzione, Sport (Wychowanie, Praca, Kształcenie, Sport).

## Zaplecze
Na Centrum ELIS składają się:
- akademik dla 150 osób, w większości studentów Szkoły Wyższej ELIS;
- szkoła zawodowa, kształcąca uczniów do pracy w zawodach tradycyjnych (mechanicy, jubilerzy, zegarmistrzowie itd.) oraz w nowych technologiach;
- zaplecze dla nowych firm (lokale, konsultanci, wyposażenie);
- szkoła sportowa dla 500 uczniów;
- biblioteka (10 tysięcy woluminów).

## Historia
W latach sześćdziesiątych XX w. robotnicza dzielnica Tiburtino była jedną z najbardziej niebezpiecznych dzielnic Rzymu, a większość jej mieszkańców głosowała na partię komunistyczną. Te i inne powody skłoniły Jana XXIII do przekazania środków zebranych na całym świecie z okazji 80 urodzin Piusa XII na rzecz budowy obiektu, który służyłby dobru społecznemu. Jan XXIII powierzył realizację tego zadania Prałaturze Opus Dei. Paweł VI oficjalnie zainaugurował pracę Centrum w dniu 21 listopada 1965 roku w obecności świętego Josemaríi Escrivy de Balaguer, który gorąco zachęcał do pracy nad projektem i śledził z uwagą każdy jego krok. Centrum koordynuje organizacje dorocznych rzymskich międzynarodowych spotkań Incontro Romano.